# Symplocos morii
Symplocos morii är en tvåhjärtbladig växtart som beskrevs av Frank Almeda och L.M.Kelly. Symplocos morii ingår i släktet Symplocos och familjen Symplocaceae. Inga underarter finns listade i Catalogue of Life.